# Польсько-угорська унія

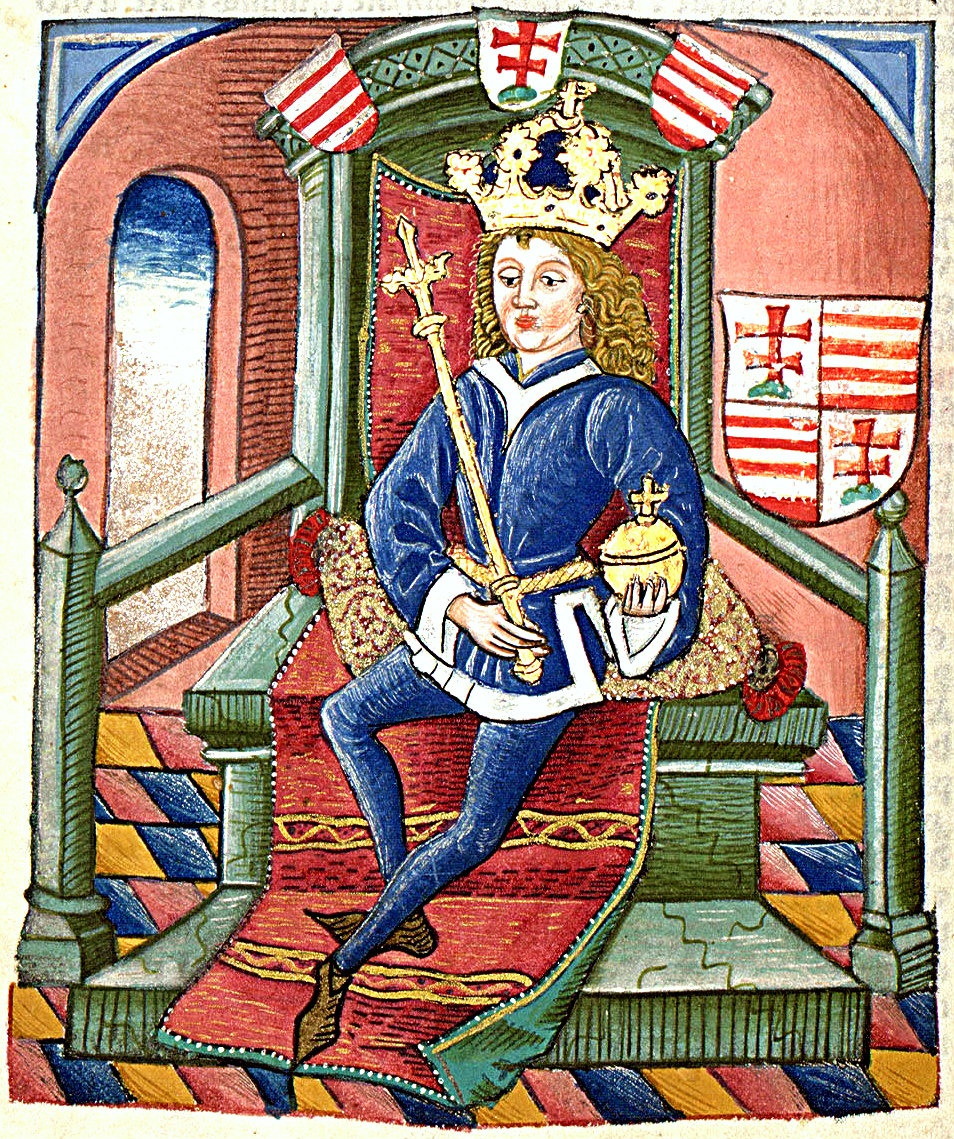
Людовик Угорський, король Польщі в 1370—1382 роках

Польсько-угорська унія — персональна унія між Польським і Угорським королівством у 1370—1382 та 1440—1444 роках.

## І-ша унія

### Витоки першої унії
Польсько-угорська унія тривала з 17 листопада 1370 року (коронація Людовіка Угорського на Вавелі) до смерті Людовіка 1382 року. Це була персональна унія, оскільки держави мали спільного монарха, зберігаючи окрему систему державних установ. Витоки унії Польщі та Угорщини знаходять у зустрічі Казимира Великого, Карла Роберта та Юрія II під час зібрання у Вишеграді. Руський король Юрій II пообіцяв в разі його бездітної смерті Королівство руське своєму родичеві Казимиру. Угода могла набути чинності після згоди угорського короля Карла через колишні претензії угорських королів на руську спадщину та спадкові договори, які вони уклали між польською та угорською владою. У цій ситуації Казимир, щоб отримати право успадкування Галича та Володимира, надав угорському королевичу Людовику право спадкоємства в Польщі на випадок власної бездітної смерті. Казимир тоді вважав, що анжуйці не засядуть польський престол, бо йому лише 28 років. Саме походження переходу престолу до анжуйців, ймовірно, виникло ще за правління Владислава Локетека 1327 року через важку хворобу єдиного сина короля, але це питання вже не було актуальним, оскільки спадкоємність трону було відновлено. Остаточні умови престолонаслідування були визначені в Будайському договорі 1355 року.

### Історія першої унії
5 листопада 1370 рокупомер Казимир Великий. 17 листопада королем Польщі став Людовик Анжуйський. Проте король не правив особисто в Польщі, він передав регентство своїй матері, Єлизаветі Польській, сестрі Казимира Великого. На початку свого регентства Єлизавета мала заспокоїти ситуацію в країні. Коли нова династія зійшла на польський престол, цим моментом скористалися сусіди, щоб захопити прикордонні землі. Бранденбург взяв Санток, а Литва — Володимир. В країні найбільший опір визнанню анжуйської влади чинила Великопольща. Єлизавета створила реституційні суди, які займалися поверненням лицарям майна, несправедливо конфіскованого у них за часів правління останнього П'яста. Локетеківна хотіла привернути суспільство до анжуйців, чиє майбутнє на польському троні було невизначеним. По-перше, вони не були спадковою династією в Польщі, а по-друге, Людовик не мав спадкоємця чоловічої статі. Тому існував реальний страх, що польські пани не приймуть спадкоємицею на трон однієї з його дочок. З цієї причини 17 вересня 1374 року в Кошицях Людовик видав шляхетський привілей, натомість отримав запевнення своєї спадкоємності в Польщі одній із польсько-угорських принцес. Єлизавета припинила своє перше регентство в Польщі в 1375 року. 1376 року в Польщі на короткий час з'являється Людовик Угорський. Він передав правління народу Малої Польщі, який, однак, не міг контролювати країну. Друге регентство Єлизавети почалося 1376 року. Внаслідок суперечки між угорським оточенням королеви та міщанами Кракова в місті спалахнули заворушення. 1378 року у зв'язку з подіями, що відбулися в Кракові (погром угорців і від'їзд обуреної Єлизавета Локетеківни з країни), Людвік вирішив відкликати з Русі Владислава Опольчика і призначити його на вакантну посаду намісника Польщі. На цій посаді Владислав протримався недовго. Опір польської шляхти був спричинений участю князя в забезпеченні спадщини Людовика його дочкам і звинуваченнями у відокремленні Галицької Русі від Польщі на користь Угорщини. З 1378 року мати Людовіка стала регентшею втретє. Єлизавета, прихильниця правління Людовіка в Польщі, померла 1380 року. Після її смерті король доручив правління країною краківському єпископу Завіші Курозвенцькому. Поруч з ним було призначено чотирьох намісників: Седзівоя Шубінського, воєводу Каліського, Добієслава Курозвенського, каштеляна Краківського, Домарата Перського, генерального старосту Великої Польщі, і канцлера Яна Радліцу. Їх правління тривало недовго і 1382 року намісником став Сигізмунд Люксембурзький. 10 вересня 1382 року помер Людовик Угорський.

### Наслідки Першої унії
У політиці Людовіка Польща відігравала другорядну роль, а сам правитель не дбав про її економічне становище. Він здобув прихильність шляхетства через юридичні та соціальні привілеї, що призвело до бюджетної кризи. Водночас обрання на престол іноземного правителя призвело до глибоких змін у сприйнятті влади. Концепція вотчинної монархії була замінена ідеєю Корони Королівства Польського — постановки короля на посаду володаря неподільної держави, не ототожненої з його особою. Правління Людовика також призвело до зміцнення позицій шляхти Малої Польщі, а видані ним документи започаткували період верховенства шляхти в політичному житті. Наслідком польсько-угорської унії стало також міжкоролів'я 1382—1384 років. У листопаді в Радомську представники Кракова та Великої Польщі вирішили, що персональна унія з Угорщиною неможлива. Період міжцарів'я призвів до спалаху громадянської війни у Великопольщі. 13 жовтня 1384 року Ядвіга Анжуйська прибула до Кракова, де через три дні відбулася коронація, що завершило найдовший період міжцарів'я в історії Польщі.

## І-га унія
Друга польсько-угорська унія тривала з 1440 р. (коронація Владислава Варненчика королем Угорщини) до його смерті у 1444 р. Польща та Угорщина мали одного правителя, але окремі інституції, що свідчило про те, що це була особиста унія. Причинами рішення Владислава ІІІ Варненчика стати королем були загроза турків проти Угорщини та міжкоролів'я, що панувало в країні. Пропозиція надійшла від Збігнєва Олесницького, фактичного лідера королівської ради, який опікувався Владиславом Варненчиком до його повноліття.

### Історія
У 1443 році Владислав Варненчик, який хотів отримати славу захисника християнства, оголосив війну туркам. Це сталося з ініціативи посланця Папи Римського. Угорські війська очолював Янош Гуньяді, завдяки якому угорці неодноразово перемагали. Через битви, виграні угорцями, турецький султан хотів підписати 10-річний мир з великою користю для держави Владислава Варненчика. Угорський монарх порушив мир через заперечення папського посланника, який заявив йому, що угода з «невірними» недійсна. Похід проти турків почався 1444 року. На боці Владислава Варненчика були угорські війська, включно з невеликими польськими частинами. Восени 1444 року в битві під Варною відбулося останнє зіткнення між турками та угорцями.
У цій битві Владислав III загинув, а його військо втекло. Померлого монарха прозвали Варненчик.
Турки, яких не було чим зупинити, захопили Балкани, Константинополь і знищили Імперію ромеїв. До кінця XVII століття вони становили загрозу для всієї Центральної Європи.